# به‌سوی جنوب
به سوی جنوب (به انگلیسی: Due South) یک سریال جنایی و درام کانادایی است که عناصر کمدی نیز در آن به کار رفته است. کارگردانی این سریال به عهده پل هگیس بوده و توسط آلیانس فیلمز تولید شده است. از بازیگران این سریال می‌توان از پل گراس، دیوید مارسیانو و کلوم کیث رنی نام برد. این مجموعه در ۴ فصل با مجموع ۶۷ قسمت از سال ۱۹۹۴ تا ۱۹۹۹ پخش شد.

## داستان
بنتون فری‌زر یک پلیس سوار کانادا است که به شیکاگو می‌رود و در کنسولگری کانادا مشغول به کار می‌شود و با رِی که یک افسر پلیس در شیکاگو است آشنا می‌شود و با هم درگیر ماجراهایی می‌شوند.

## بازیگران
- پل گراس در نقش بنتون فری‌زر
- دیوید مارسیانو
- کلوم کیت رنی
- ترور بلوماس